# Comté de Menard (Illinois)
Pour les articles homonymes, voir Menard, Comté de Menard et Ménard.
Le comté de Menard est un comté situé dans l'État de l'Illinois, aux États-Unis. En 2000, sa population est de 12 486 habitants. Son siège est Petersburg.
Ce comté porte le nom du missionnaire jésuite français René Ménard (1605-1661), qui arpenta cette région de la Nouvelle-France.